# Rajshahi
Rajshahi (en bengalí: রাজশাহী) es una ciudad de Bangladés. Según el censo de 2011, tiene una población de 449 756 habitantes.
Está situada a orillas del río Padma, cerca de la frontera occidental con la India. Es la capital de la división homónima, Rajshahi.
La ciudad es apodada Ciudad de la seda.

## Historia
Rajshahi es una de las ciudades más antiguas de Bangladés, además de ser la ciudad con el museo más antiguo del país, que es el Museo de Investigación Varendra (en bengalí: বরেন্দ্র জাদুঘর y en inglés: Varendra Research Museum), gestionado por la Universidad de la Ciudad. Rajshahi se fundó en torno a 1700, a lo largo de la historia, la ciudad ha sido conocida como Mohakalgor en la antigüedad, y luego como Rampur-Beualeah durante el período del Raj Británico.
El primer contacto de los habitantes de la zona de Rajshashi con exploradores europeos fue con los neerlandeses, y posteriormente con los franceses e ingleses. En 1825, la administración británica eligió a Rajshahi, que en aquella época era consideraba un pueblo, como centro administrativo de un distrito, debido a esta decisión, el pueblo adquirió cierta importancia en el comercio de la seda y otros textiles.